# Лінар-Мальваль
Лінар-Мальваль (фр. Linard-Malval) — муніципалітет у Франції, у регіоні Нова Аквітанія, департамент Крез. Лінар-Мальваль утворено 1 січня 2019 року шляхом злиття муніципалітетів Лінар i Мальваль. Адміністративним центром муніципалітету є Лінар. Населення — 208 осіб (01.01.2021).